# Fomarians Diables de Sant Climent
Fomarians és una colla de diables i tabalers de Sant Climent de Llobregat. Aquesta entitat va sorgir de l'esplai el Quirro Blau a principis dels anys noranta.
La colla és coneguda per organitzar correfocs i espectacles pirotècnics durant festes locals, incloent la Festa Major d'Hivern i l'Exposició de Cireres. També participen en altres celebracions populars com el Carnestoltes i l'Aplec del Roser.
L'any 2008, la colla va entrar en un període d'inactivitat per falta de relleu generacional, però va ser reactivada el 2012 gràcies a un grup de joves que volien recuperar els correfocs tradicionals de la Festa Major. Avui en dia, els Fomarians continuen sent una part activa de la cultura festiva de Sant Climent de Llobregat i formen part de la Federació de Diables i Dimonis de Catalunya.
L'any 2025, els Fomarians de Sant Climent de Llobregat celebraran els 30 anys de la seva creació. Aquesta celebració representa un moment significatiu per a la colla, que ha estat una part fonamental de les festes locals i de la cultura popular de la zona. A través dels anys, han organitzat nombrosos correfocs i espectacles pirotècnics, contribuint a la vivència de les tradicions i festes del municipi.